# Pericoma triuncinatum
Pericoma triuncinatum és una espècie d'insecte dípter pertanyent a la família dels psicòdids que es troba a Nova Zelanda.